# Kévin Mouanga
Kévin Mouanga (Bondy, 24 luglio 2000) è un calciatore francese, difensore del Losanna.

## Carriera
Cresciuto nel settore giovanile dell'Amiens, ha debuttato in prima squadra il 31 ottobre 2018 nell'incontro di Coppa di Lega perso ai rigori contro il Guingamp; parallelamente, per quattro stagioni consecutive è stato titolare della formazione riserve del club bianconero (in quinta divisione dal 2017 al 2019 ed in quarta divisione dal 2019 al 2021). Nel 2021 è stato ceduto all'Annecy, club di terza divisione con cui ha conquistato la promozione in Ligue 2 alla sua prima stagione, giocando poi per un biennio in questa categoria sempre con la maglia del club biancorosso.
Il 21 giugno 2024 ha firmato un contratto con il Losanna, club della prima divisione svizzera.

## Statistiche

### Presenze e reti nei club
Statistiche aggiornate al 14 maggio 2025.
| Stagione        | Squadra         | Campionato      | Campionato | Campionato | Coppe nazionali | Coppe nazionali | Coppe nazionali | Coppe continentali | Coppe continentali | Coppe continentali | Altre coppe | Altre coppe | Altre coppe | Totale | Totale |
| Stagione        | Squadra         | Comp            | Pres       | Reti       | Comp            | Pres            | Reti            | Comp               | Pres               | Reti               | Comp        | Pres        | Reti        | Pres   | Reti   |
| --------------- | --------------- | --------------- | ---------- | ---------- | --------------- | --------------- | --------------- | ------------------ | ------------------ | ------------------ | ----------- | ----------- | ----------- | ------ | ------ |
| 2017-2018       | Angers 2        | N3              | 9          | 0          | -               | -               | -               | -                  | -                  | -                  | -           | -           | -           | 9      | 0      |
| 2018-2019       | Angers 2        | N3              | 18         | 0          | -               | -               | -               | -                  | -                  | -                  | -           | -           | -           | 18     | 0      |
| 2019-2020       | Angers 2        | N2              | 13         | 2          | -               | -               | -               | -                  | -                  | -                  | -           | -           | -           | 13     | 2      |
| 2020-2021       | Angers 2        | N2              | 8          | 0          | -               | -               | -               | -                  | -                  | -                  | -           | -           | -           | 8      | 0      |
| Totale Angers 2 | Totale Angers 2 | Totale Angers 2 | 48         | 2          |                 | -               | -               |                    | -                  | -                  |             | -           | -           | 48     | 2      |
| 2018-2019       | Angers          | L1              | 0          | 0          | CF+CdL          | 0+1             | 0               | -                  | -                  | -                  | -           | -           | -           | 1      | 0      |
| 2021-2022       | Annecy          | N               | 24         | 1          | CF              | 0               | 0               | -                  | -                  | -                  | -           | -           | -           | 24     | 1      |
| 2022-2023       | Annecy          | L2              | 30         | 3          | CF              | 4               | 1               | -                  | -                  | -                  | -           | -           | -           | 34     | 4      |
| 2023-2024       | Annecy          | L2              | 19         | 1          | CF              | 0               | 0               | -                  | -                  | -                  | -           | -           | -           | 19     | 1      |
| Totale Annecy   | Totale Annecy   | Totale Annecy   | 73         | 5          |                 | 4               | 1               |                    | -                  | -                  |             | -           | -           | 77     | 6      |
| 2024-2025       | Losanna         | SL              | 25         | 1          | CS              | 4               | 1               | -                  | -                  | -                  | -           | -           | -           | 29     | 2      |
| Totale carriera | Totale carriera | Totale carriera | 146        | 8          |                 | 9               | 2               |                    | -                  | -                  |             | -           | -           | 155    | 10     |

## Palmarès

### Club

#### Competizioni nazionali
- Championnat National 3: 1

Angers 2: 2018-2019 (girone B)